# Gemixystus calcareus
Gemixystus calcareus is een slakkensoort uit de familie van de Muricidae. De wetenschappelijke naam van de soort is voor het eerst geldig gepubliceerd in 2012 door Houart & Héros.